# Kudo-Kudo Inderapura
Kudo-Kudo Inderapura is een bestuurslaag in het regentschap Zuid-Pesisir van de provincie West-Sumatra, Indonesië. Kudo-Kudo Inderapura telt 2796 inwoners (volkstelling 2010).